# Filippo Boncompagni
Filippo Boncompagni (né le 7 septembre 1548 à Bologne en Émilie-Romagne, Italie, alors dans les États pontificaux et mort le 9 juin 1586  à Rome) est un cardinal italien du XVIe siècle. Il est le neveu du pape Grégoire XIII (1572-1585), le cousin du cardinal Filippo Guastavillani (1574), l'oncle du cardinal Francesco Boncompagni (1621), le grand-oncle de Girolamo Boncompagni (1664) et l'arrière-grand-oncle de Giacomo Boncompagni (1695).

## Biographie
Filippo Boncompagni étudie à l'université de Bologne. Il est abbé commendataire de S. Stefano à Bologne et de  S. Bartolomeo.
Le pape Grégoire XIII le crée cardinal lors du consistoire du 2 juin 1572. Le cardinal Boncompagni est superintendant général des affaires du Saint-Siège, légat a latere à Venise pour féliciter le roi Henri III comme roi de France. Boncompagni est gouverneur de Civita Castellana, grand pénitencier à partir de 1579 et préfet de la Congrégation du Concile à partir de 1580. En 1581 il est nommé archiprêtre de la basilique Saint-Libère.
Le cardinal Boncompagni participe au conclave de 1585 (élection de Sixte V) .